# Кућа професора Борјановића
Кућа професора Борјановића је приземна, угаона кућа високог партера са основом у облику слова В, где је угао засечен. Постављена је на регулационе линије улица Царице Милице и Војводе Петра Бојовића. Наглашена је разиграна кровна маса која својим скоро вертикалним кровним равнима асоцира на јапанске пагоде. Међутим, кућа је обликована у стилу сецесије, под утицајем мађарске фолклорне уметности, који се манифестује у флоралним орнаментима, резбареним опшавима стрехе и керамичким слемењацима са „кљуновима”. Угао куће је са три стране наглашен високим забатним зидовима. Фасадну декорацију чине аркадни низ са вертикалама које чине округле „туфне” од керамике, постављене у осовини полукруга аркадица. На засеченом углу изнад прозора је низ орнамената, осликаних или рађених у техници „зграфито”, у виду тролиста. 
Кућу је за себе и своју породицу подигао Јанош Пањи, грађевински мајстор, извођач грађевинских радова и пројектант. Тек шездесетих година 20. века у кући је живео професор др Војислав Борјановић, по коме она данас носи име.

## Галерија
- Кућа на фотографији из шездесетих година 20. века
- Поглед на кућу из Улице Војводе Петра Бојовића